# Vriesea splendens
Espèce
Synonymes
- Lutheria splendens (Brongn.) Barfuss & W.Till (préféré par NCBI)[2]
- Tillandsia appuniana Baker[1]
- Tillandsia longibracteata Baker[1]
- Tillandsia picta Baker[1]
- Tillandsia speciosa (Hook.) G.Nicholson[1]
- Tillandsia splendens Brongn.[3] [4]
- Tillandsia zebrina hort. ex Baker[1]
- Vriesea longibracteata (Baker) Mez[1]
- Vriesea speciosa Hook.[1]
- Vriesea splendens[2]

Vriesea splendens est une espèce de plantes épiphytes ornementales de la famille des Broméliacées.

## Liste des variétés et cultivar
Selon BioLib (8 mars 2018) :
- cultivar Vriesea splendens 'Fire F1'

Selon Tropicos (8 mars 2018) (Attention liste brute contenant possiblement des synonymes) :
- Vriesea splendens var. chlorostachya Oliva-Esteve
- Vriesea splendens var. chlorostychya Oliva-Esteve
- Vriesea splendens var. formosa Suringar ex Witte
- Vriesea splendens var. longibracteata (Baker) L.B. Sm.
- Vriesea splendens var. major hort.
- Vriesea splendens var. oinochroma Steyerm.
- Vriesea splendens var. splendens
- Vriesea splendens var. striatifolia M.B. Foster
- Vriesea splendens var. wardelii hort.